# Asteizm
Asteizm (fr. astéisme, gr. asteíos – dowcipny, wykształcony, miejski) – ironiczny lub autoironiczny zwrot świadczący o zręczności krasomówczej, znajomości savoir-vivre i ogładzie towarzyskiej.
Znany z wykorzystywania asteizmów w swojej twórczości jest Ignacy Krasicki (między innymi w satyrach Pijaństwo oraz Świat zepsuty).